# Soundtrack to the Streets 10 (NY Giants Edition)
Soundtrack To The Streets 10 (NY Giants Edition) to kolejny mixtape amerykańskiego rapera Big Mike’a. Tym razem powstał ze współpracy DJ-em Thoro. Na okładce można zobaczyć 50 Centa, Jadakissa, Stylesa P, Cassidy'yego i Lloyda Banksa. Wydany w 2008.

## Lista utworów
| #  | Tytuł                                  | Występujący                 | Czas |
| -- | -------------------------------------- | --------------------------- | ---- |
| 1  | "50 Bars"                              | Cassidy                     | 3:23 |
| 2  | "Larsiny Language"                     | Cassidy & Larsiny           | 4:07 |
| 3  | "Ghetto Rich"                          | Li' Wayne, Nas, John Legend | 3:39 |
| 4  | "Down In The Dirty"                    | Jadakiss, Saon              | 4:23 |
| 5  | "9th Wonder"                           | Styles P                    | 2:01 |
| 6  | "Coming From Where I'm From"           | Styles P                    | 0:51 |
| 7  | "Love Me No More (Remix)"              | Jim Jones ft. The Game      | 3:49 |
| 8  | "Dolla Signs"                          | Jim Jones                   | 0:47 |
| 9  | "Nothing"                              | Juelz Santana               | 0:30 |
| 10 | "Rumors (Adressing Diplomats Breakup)" | Hell Rell                   | 2:58 |
| 11 | "Underdoggs On Top"                    | Moxberg                     | 1:54 |
| 12 | "Deep Cover"                           | Remo Da Rapstar             | 1:21 |
| 13 | "In The Club"                          | Usher, Young Jeezy          | 4:22 |
| 14 | "Just Fine (Remix)"                    | Mary J. Blige, Lil Wayne    | 3:12 |
| 15 | "All My Life"                          | Lil Wayne                   | 0:40 |
| 16 | "Like This"                            | Lil Wayne                   | 0:59 |
| 17 | "Success"                              | Lloyd Banks                 | 2:16 |
| 18 | "Snitches"                             | Tony Yayo                   | 1:53 |
| 19 | "I'm Leaving"                          | 50 Cent, G-Unit             | 3:54 |
| 20 | "Bottom Girl"                          | 50 Cent, G-Unit             | 3:31 |
| 21 | "I'm Back"                             | Lloyd Banks                 | 3:12 |
| 22 | "Straight Cash"                        | Cassidy, French Montana     | 3:28 |
| 23 | "Fly Boys"                             | Phar City                   | 2:53 |